# Tómer Dèbora
Tómer Dèbora (en hebreu: תומר דבורה) (en català: La palmera de Dèbora) va ser escrit en hebreu a mitjans del segle XVI per Moisès Cordovero, un cabalista jueu a la ciutat de Safed, a l'Imperi Otomà. Aquest breu text tracta principalment sobre la imitació de Déu mitjançant l'adquisició de trets divins mitjançant les sefirot. La primera edició es va publicar a Venècia en 1588. Encara que no és llegit àmpliament entre els jueus avui dia, és popular en la tradició del musar, que es va centrar en el cultiu individual de les midot o les qualitats de Déu. El títol Tómer Dèbora ha estat pres del Llibre dels Jutges.

## Resum de l'obra
La palmera de Dèbora és una obra ètica i cabalística escrita pel Rabí Moisès Cordovero (1522-1570), un dels principals cabalistes de l'Escola de Safed, dedicat al significat cabalístic, i a l'aplicació de la doctrina de la imitació de Déu. L'autor proposa un mètode per imitar a Déu, que Cordovero desenvolupa en deu capítols, els quals descriuen com semblar-se a les deu sefirot.
Aquest llibre és el més editat dels escrits del Rabino Cordovero, ja que va esdevenir el llibre de capçalera dels estudiants de les acadèmies talmúdiques lituanes, els quals van ser influenciats pel moviment ètic del Musar, del Rabí Israel Salanter. Des del segle XVI fins al segle xviii, aquest tractat va inspirar una literatura ètica i cabalística.
Aquest text no és una escriptura especulativa o esotèrica com a moltes obres cabalístiques, sinó un tractat moral que va ser, i encara és un llibre de referència per a alguns cercles d'estudi. És una obra d'edificació que tracta sobre la manera en què l'home ha de comportar-se, i els hàbits que ha d'adquirir en les relacions amb els altres per semblar-se a Déu. El que fa que aquesta obra sigui singular, és la conjunció d'ètica i càbala, encara que roman sobretot un text cabalístic.
És potser l'avanç ètic i metafísic més directe del pensament jueu en el seu conjunt, tant el seu llenguatge com el seu contingut, es barregen agudament amb el misticisme més elevat i la pràctica religiosa més exigent.
Les sefirot són precisament el punt central d'aquest llibre. L'home és especialment digne per la seva dimensió ètica. Ha d'intentar aconseguir la santedat mitjançant la imitació de les sefirot i l'adquisició de les seves virtuts. Aquesta imitació de Déu és estrictament ètica i filosòfica. Encara que l'arbre sefiròtic és metafísic, l'aspecte purament científic és deixat a un costat en benefici de l'ètica.
L'acció i la presència de Déu en el Món tenen lloc mitjançant les deu sefirot, o els deu graus d'emanació; aquests són el pont entre el Món sensible de l'home i el Món de Déu. Als ulls del cabalista no hi ha separació entre els dos mons, i cada sefirà indica el camí a seguir en el seu treball de millora personal. El llibre està dividit en deu capítols:

## Capítols

Arbre de les sefirot.

- El capítol 1: tracta sobre la semblança amb el nivell més alt, la corona (Kether), on l'home ha de practicar les 13 mesures de tendresa.
- El capítol 2: tracta sobre la saviesa (Chochmah), i sobre com l'home ha de protegir a totes les criatures vivents.
- El capítol 3: tracta sobre l'enteniment (Binah), el penediment, com tornar i fer teixuvà.
- El capítol 4: explica com aconseguir el bé, mitjançant la sefirà de la generositat (Chesed).
- El capítol 5: tracta sobre el poder, la justícia (Geburah), la retribució, la llei jueva, i el seu compliment.
- El capítol 6: tracta sobre la plenitud i la bellesa (Tiferet), i quin deu ser l'actitud dels estudiants cap a la gent.
- El capítol 7: tracta amb la humilitat, per la semblança amb les característiques del rostre, i sobre la victòria (Netzach).
- El capítol 8: indica com ha de comportar-se l'home per mantenir un contacte permanent amb la divinitat i la majestat (Hod).
- El capítol 9: tracta sobre la sefirà de la resistència, la consciència, i la racionalitat, sobre com donar suport als estudiants, i sobre la sexualitat humana. (Yesod)
- El capítol 10: tracta sobre la sefirà de la reialesa (Malchut), ensenya la humilitat, l'exili voluntari, i els deures del marit cap a la seva esposa.